# Pariser Kanäle

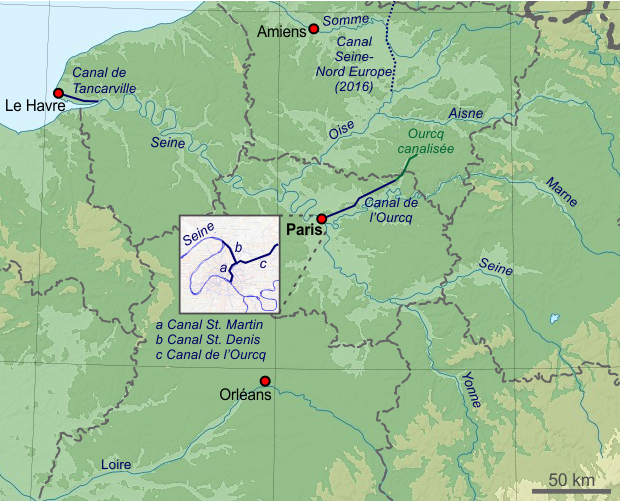
Kanäle in Paris

Unter dem Begriff Pariser Kanäle versteht man drei Schifffahrtskanäle, die in der Stadt Paris, Frankreich, verlaufen. Es sind dies:
- Canal Saint-Denis
- Canal Saint-Martin
- Canal de l’Ourcq